# Guerra (romanzo)
Guerra (Guerre) è un romanzo di Louis-Ferdinand Céline, pubblicato da Gallimard nel 2022.

## Storia editoriale
L'opera, presumibilmente scritta nel 1934, era compresa nel faldone di manoscritti consegnato nel 2020 dal giornalista Jean-Pierre Thibaudat alla polizia di Nanterre. Si tratta di diverse migliaia di pagine che l'autore aveva lasciato nel proprio appartamento di Parigi quando aveva lasciato la città alla fine della seconda guerra mondiale per evitare l'arresto per collaborazionismo. Céline stesso le aveva considerate definitivamente perdute e per decenni erano state date per scomparse. Thibaudat ha dichiarato di aver ricevuto i manoscritti da un anonimo che glieli aveva consegnati a condizione che non li facesse pubblicare fino alla morte di Lucette Almansor Destouches, la vedova dello scrittore, deceduta nel 2019.

## Trama
La storia si svolge in contemporanea agli avvenimenti narrati nelle prime parti di Viaggio al termine della notte. Il protagonista e narratore è lo stesso Céline che descrive gli avvenimenti che portarono al suo grave ferimento in azione nel corso della prima guerra mondiale e il successivo tentativo di riguadagnare le retrovie in uno scenario da incubo. La maggior parte della vicenda si svolge all'interno dell'ospedale militare dove viene ricoverato, che si rivela un ambiente grottesco e malato quanto i pazienti, con infermiere che abusano sessualmente dei degenti in un clima allucinato e paranoico. Qui fa amicizia con il parigino Bébert, che obbliga la moglie a prostituirsi con gli ufficiali francesi per poter evitare di lavorare a sua volta. Sempre più affaticato dall'esistenza, oppresso dall'emicrania e da un rumore costante che sente nella testa, alienato dalle persone che ha intorno, la storia si conclude con la sua completa guarigione a livello fisico, offuscata dal sospetto di aver incrinato per sempre la sua salute mentale.

## Edizioni italiane
Guerra, con una premessa di François Gibault, traduzione di Ottavio Fatica, Adelphi, Biblioteca Adelphi 748, Milano 2023.